# Back to December
«Back to December» — другий сингл третього студійного альбому американської кантрі-співачки Тейлор Свіфт — Speak Now. В США сингл вийшов 15 листопада 2010 року. Пісня написана Тейлор Свіфт; спродюсована Нейтаном Чапманом та Тейлор Свіфт. Музичне відео зрежисоване Йоанном Лемуаном; відеокліп вийшов 13 січня 2011 року.

## Музичне відео
Музичне відео зрежисоване Йоанном Лемуаном, який працював із Кеті Перрі над її відеокліпом до пісні «Teenage Dream». Зйомки проходили пізнього грудня 2010 року, перед Різдвом. Прем'єра музичного відео відбулась 13 січня 2011 року на каналі CMT.
Станом на березень 2024 року музичне відео мало 327 мільйонів переглядів на відеохостингу YouTube.

## Список пісень
- Цифрове завантаження для Європи[3]

1. «Back to December» — 4:54

- Цифрове завантаження для Британії[4]

1. «Back to December» — 4:54

- Цифрове завантаження для США (акустична версія)[5]

1. «Back to December» (акустична версія) — 4:52

## Чарти
Тижневі чарти
| Чарт (2010-11)                    | Місце |
| --------------------------------- | ----- |
| Australian Singles Chart          | 26    |
| Canada (Canadian Hot 100)         | 7     |
| Canada CHR/Top 40 (Billboard)     | 34    |
| Canada Country (Billboard)        | 5     |
| Canada Hot AC (Billboard)         | 29    |
| New Zealand Recorded Music NZ     | 24    |
| US Billboard Hot 100              | 6     |
| US Adult Contemporary (Billboard) | 14    |
| US Adult Top 40 (Billboard)       | 11    |
| US Hot Country Songs (Billboard)  | 3     |
| US Mainstream Top 40 (Billboard)  | 11    |

Річні чарти
| Чарт (2011)                     | Місце |
| ------------------------------- | ----- |
| US Billboard Hot 100            | 74    |
| US Billboard Adult Contemporary | 30    |
| US Billboard Adult Pop Songs    | 42    |
| US Billboard Hot Country Songs  | 38    |
| US Billboard Radio Songs        | 58    |

## Продажі
| Країна        | Сертифікація (таблиця продажів та сертифікатів) | Продажі    |
| ------------- | ----------------------------------------------- | ---------- |
| Канада (CRIA) | Золото                                          | +40,000    |
| США (RIAA)    | 2× Платина                                      | +2,000,000 |

## Історія релізів
| Країна   | Дата              | Формат               | Лейбл                 |
| -------- | ----------------- | -------------------- | --------------------- |
| США      | 12 жовтня 2010    | Цифрове завантаження | Big Machine Records   |
| США      | 14 листопада 2010 | Кантрі радіо         | Big Machine Records   |
| США      | 30 листопада 2010 | Mainstream radio     | Big Machine Records   |
| Британія | 20 березня 2011   | Цифрове завантаження | Universal Music Group |